# Widerøe

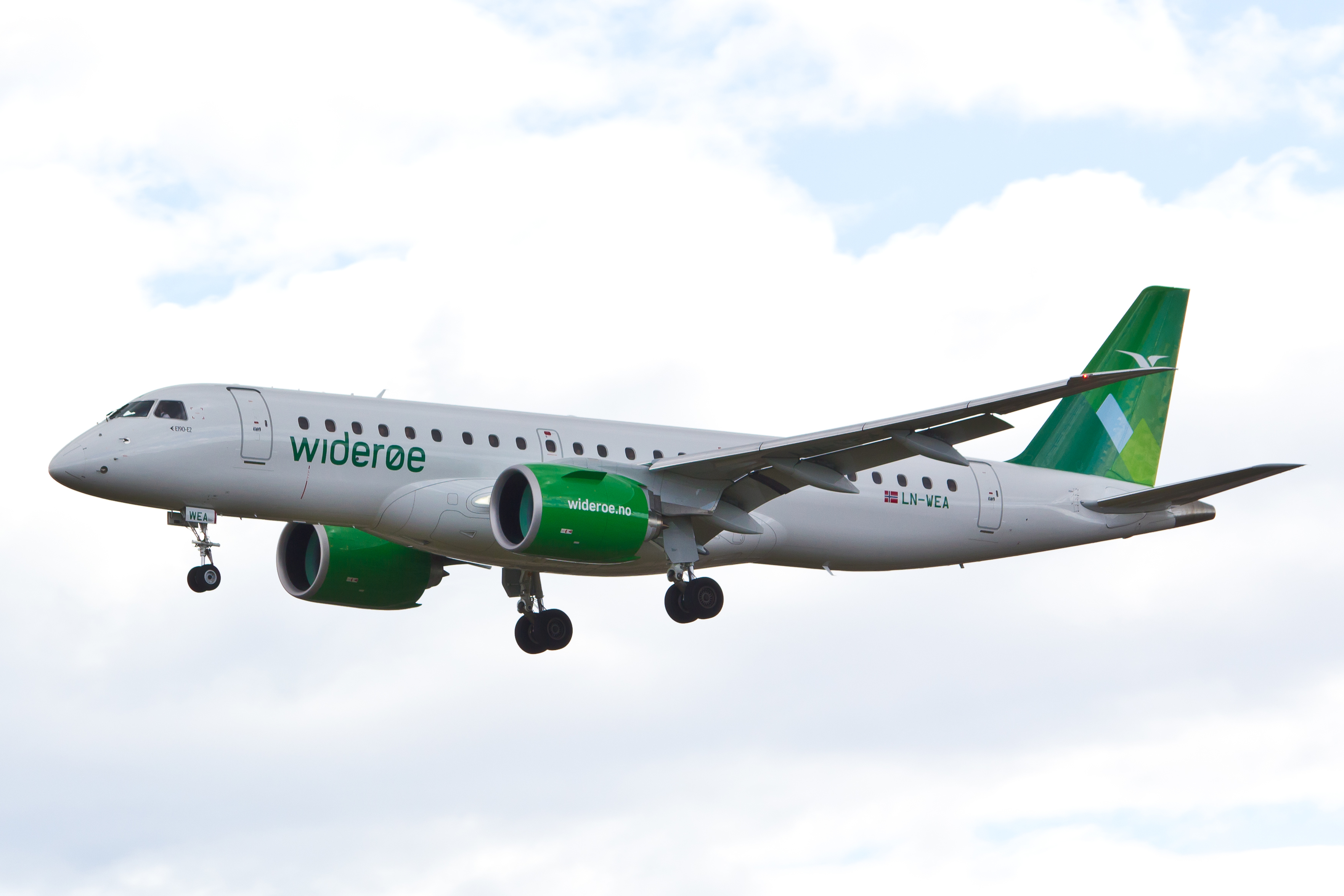
Een Embraer E190-E2 van Widerøe

Widerøe of Widerøe's Flyveselskap is een Noorse luchtvaartmaatschappij. Het bedrijf is een van de oudste luchtvaartmaatschappijen in Noorwegen. Het bedrijf is gevestigd in Bodø. De maatschappij heeft een uitgebreid binnenlands netwerk waarin vrijwel alle Noorse vliegvelden bediend worden.

## Geschiedenis
Widerøe werd opgericht in 1934 door Viggo Wideroe. Het bedrijf is groot geworden door de opdracht die het kreeg om het lokale net in het noorden van het land uit te voeren. Deze vluchten zijn commercieel onaantrekkelijk, maar door de overheidssubsidie was het de basis waarop het bedrijf werd gebouwd. De maatschappij was lange tijd in handen van de SAS Groep.
Medio 2023 werd de maatschappij overgenomen door Norwegian Air Shuttle. Norwegian betaalde 1,1 miljard Noorse kroon voor de maatschappij. Met deze overname versterkt de maatschappij haar positie op de binnenlandse markt. De twee werkten al samen en blijven vliegen onder de huidige merknamen. Widerøe heeft vooral diensten op zo'n 40 Noorse kleine en middelgrote vliegvelden en internationaal naar enkele Europese landen.

## Vloot
De vloot van Widerøe bestaat per November 2023 uit:
| Vliegtuig              | In Dienst | Bestelling | Passagiers | Notities        |
| ---------------------- | --------- | ---------- | ---------- | --------------- |
| Bombardier Dash 8 Q100 | 23        | 0          | 39         | –               |
| Bombardier Dash 8 Q200 | 3         | 0          | 39         | –               |
| Bombardier Dash 8 Q300 | 3         | 0          | 50         | –               |
| Bombardier Dash 8 Q400 | 17        | 0          | 78         | –               |
| Embraer 190-E2         | 3         | 0          | 114        | Launch Customer |
| Totaal                 | 49        | 0          |            |                 |